# Thalatine Lake
Thalatine Lake är en sjö i Antarktis. Den ligger i Östantarktis. Australien gör anspråk på området. Thalatine Lake ligger 85 meter över havet.